# 2015年菲律宾APEC峰会
2015年菲律賓APEC峰會，全稱亞太經合組織第二十三次領導人非正式會議（英語：THE 23RD APEC ECONOMIC LEADERS' MEETING）。
這是菲律賓第二次主辦APEC峰會，第一次是在1996年。此年領導人峰會於11月18-19日於首都馬尼拉舉行。由於峰會前法國巴黎剛發生連環恐怖攻擊事件，導致129人死亡 菲律賓政府決定加強維安，封鎖會議會場附近的街道和酒店。

## 峰會議題
今年峰會聚焦在亞太區域經濟合作。

## 參與會議的成員代表
| 參與會議的成員代表                                                                         | 參與會議的成員代表 | 參與會議的成員代表 | 參與會議的成員代表 |
| 成員                                                                                       | 職位               | 姓名               |                    |
| ------------------------------------------------------------------------------------------ | ------------------ | ------------------ | ------------------ |
| 澳洲                                                                                       | 總理               | 马尔科姆·特恩布尔  |                    |
| 汶萊                                                                                       | 蘇丹               | 哈桑纳尔·博尔基亚  |                    |
| 加拿大                                                                                     | 總理               | 賈斯汀·杜魯道      |                    |
| 智利                                                                                       | 總統               | 米歇尔·巴切莱特    |                    |
| 中華人民共和國                                                                             | 國家主席           | 習近平             |                    |
| 中國香港                                                                                   | 行政長官           | 梁振英             |                    |
| 印度尼西亞*                                                                                | 副總統             | 尤素夫·卡拉        |                    |
| 日本                                                                                       | 内閣總理大臣       | 安倍晉三           |                    |
| 南韓                                                                                       | 總統               | 朴槿惠             |                    |
| 馬來西亞                                                                                   | 首相               | 纳吉·阿都拉萨      |                    |
| 墨西哥                                                                                     | 总统               | 恩里克·佩尼亞·涅托 |                    |
| 紐西蘭                                                                                     | 總理               | 約翰·凱伊          |                    |
| 巴布亞紐幾內亞                                                                             | 總理               | 彼得·奧尼爾        |                    |
| 秘魯                                                                                       | 总统               | 奧良塔·烏馬拉      |                    |
| 菲律賓                                                                                     | 总统               | 貝尼格諾·艾奎諾    |                    |
| 俄羅斯*                                                                                    | 總理               | 梅德維傑夫         |                    |
| 新加坡                                                                                     | 總理               | 李顯龍             |                    |
| 中華臺北                                                                                   | 領袖代表           | 蕭萬長             |                    |
| 泰國                                                                                       | 總理               | 巴育·占奥差        |                    |
| 美國                                                                                       | 總統               | 奧巴馬             |                    |
| 越南                                                                                       | 國家主席           | 张晋创             |                    |
| (*) 印度尼西亚总统佐科威和俄罗斯总统普京将不会出席领导人峰会。将会特邀代表将出席代表他们。 |                    |                    |                    |

## 標誌

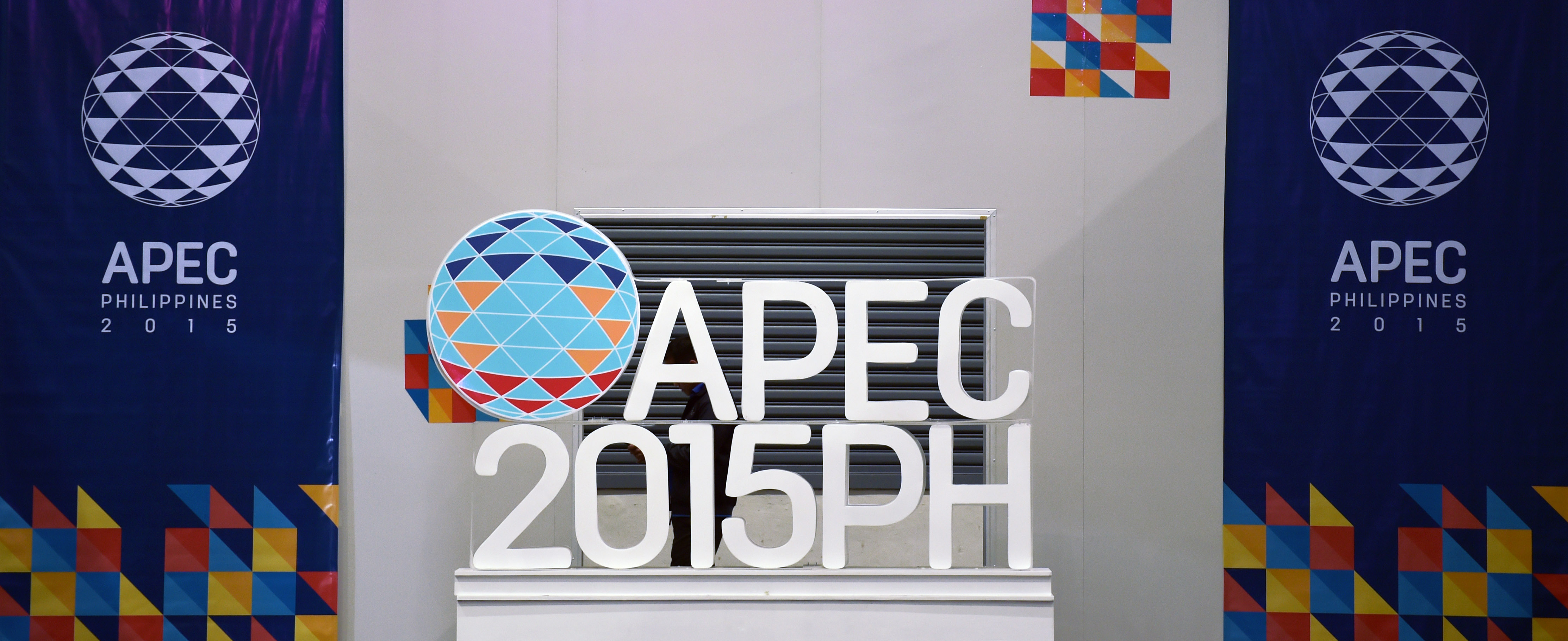
2015亞太經濟合作峰會的會徽及會旗

2015年亞太經合峰會的官方標誌的主題為「建設包容性經濟體，創造一個更美好的世界」，於活動中亮相，並同時公佈了官方Facebook和 Twitter。
標誌是由INKSURGE工作室設計提供。其中的圓球代表一個更為緊密、更為一體化和更具活力的全球社區，每個無論是已開發的還是開發中的APEC成員，都有助於共同發展。
該設計還描述了21個APEC成員的經濟是由共同水域連接的紅、藍、黃三種三角形組合而成的。
成員經濟的共同成長是透過在全球中心向上指向的箭頭來表示的，這是由21個三角形構成的圖案。淺藍色的箭頭象徵著各成員的經濟發展，這得益於與夥伴的良性互動和對整體經濟基本原則的遵守。三角形本身象徵著平衡，也象徵著一個强大而穩定的經濟體。

## 外部連結
- 2015 菲律賓APEC官方網站（页面存档备份，存于）（英文）
- 亞太經濟合作峰會官方網站（页面存档备份，存于）（英文）